# Opel (album)
Opel je druhé výběrové album britského kytaristy a zpěváka Syda Barretta, který je známý především jako frontman raných Pink Floyd. Album vyšlo na podzim roku 1988 (viz 1988 v hudbě).
Barrettova sólová hudební kariéra trvala po odchodu z Pink Floyd v roce 1968 velmi krátce. Aktivní byl do roku 1970 a poté krátký čas v roce 1972, následně se definitivně stáhl do ústraní. Během let 1968 až 1970 nahrál s vydatnou pomocí svých přátel dvě sólová alba: The Madcap Laughs a Barrett. Z nahrávacích relací ale vzniklo mnohem více materiálu než vyšlo na těchto deskách, šlo ale víceméně o dema, nedokončené či odmítnuté písně. Existence těchto skladeb byla známa, k jejich vydání došlo až v roce 1988 na kompilaci nazvané podle jedné písně Opel.
V roce 1989 vyšlo album Opel i na CD. V roce 1993 byla součástí boxsetu Crazy Diamond i deska Opel doplněná o další bonusové skladby.

## Seznam skladeb
Všechny skladby napsal(i) Syd Barrett, vyjma té, kde jsou uvedeni autoři. 
| Pořadí         | Název                              | Autor          | Délka |
| -------------- | ---------------------------------- | -------------- | ----- |
| 1.             | Opel                               |                | 6:26  |
| 2.             | Clowns and Jugglers (Octopus)      |                | 3:27  |
| 3.             | Rats                               |                | 3:12  |
| 4.             | Golden Hair                        | Barrett, Joyce | 1:44  |
| 5.             | Dolly Rocker                       |                | 3:00  |
| 6.             | Word Song                          |                | 3:19  |
| 7.             | Wined and Dined                    |                | 3:03  |
| 8.             | Swan Lee (Silas Lang)              |                | 3:13  |
| 9.             | Birdie Hop                         |                | 2:30  |
| 10.            | Let's Split                        |                | 2:23  |
| 11.            | Lanky (Part One)                   |                | 5:32  |
| 12.            | Wouldn't You Miss Me (Dark Globe)  |                | 3:00  |
| 13.            | Milky Way                          |                | 3:07  |
| 14.            | Golden Hair (instrumentální verze) |                | 1:56  |
| Celková délka: | Celková délka:                     | Celková délka: | 45:08 |